# Сан-Фернандо (муниципалитет Тамаулипаса)
Сан-Фернандо (исп. San Fernando) — муниципалитет в Мексике, штат Тамаулипас с административным центром в одноимённом городе. Численность населения, по данным переписи 2010 года, составила 57 220 человек.

## Общие сведения
Название San Fernando дано в честь героя Святого Фернандо.
Площадь муниципалитета равна 6919 км², что составляет 8,62 % от общей площади штата, а наивысшая точка — 135 метров, расположена в поселении Санта-Тереса.
Он граничит с другими муниципалитетами штата Тамаулипас: на севере с Рио-Браво и Матаморосом, на юге с Сото-ла-Мариной и Абасоло, на западе с Круильясом, Бургосом и Мендесом, а на востоке омывается водами Мексиканского залива.

## Учреждение и состав
Муниципалитет был образован в 1825 году, в его состав входит 313 населённых пункта, самые крупные из которых:
| Код INEGI | Населённый пункт | Численность населения (2005 год) | Численность населения (2010 год) |
| --------- | --- | -------------------------------- | -------------------------------- |
| 035       | Всего | 57756                            | 57220                            |
| 0001      | Сан-Фернандо (исп. San Fernando) 24°50′51″ с. ш. 98°09′30″ з. д.                                                                | 29666                            | 29665                            |
| 0139      | Франсиско-Вилья (исп. General Francisco Villa) 25°00′59″ с. ш. 98°04′38″ з. д.                                                  | 3479                             | 3498                             |
| 0542      | Карбонерас (исп. Carboneras) 24°37′35″ с. ш. 97°43′00″ з. д.                                                                    | 2723                             | 2693                             |
| 0138      | Хенераль-Франсиско-Гонсалес-Вильярреаль (исп. Genelal Francisco González Villarreal (San Juan)) 25°23′39″ с. ш. 97°59′00″ з. д. | 1837                             | 1829                             |
| 0493      | Альфредо-Бонфиль (исп. Alfredo V. Bonfil (Luis Echeverría)) 25°12′16″ с. ш. 97°56′37″ з. д.                                     | 1242                             | 1265                             |
| 0326      | Сан-Херман (исп. San Germán) 25°12′58″ с. ш. 97°55′15″ з. д.                                                                    | 1153                             | 1146                             |
| 0428      | Эль-Барранкон (исп. El Barrancón del Tío Blas (El Barrancón)) 25°00′56″ с. ш. 97°43′01″ з. д.                                   | 907                              | 1050                             |
| 0456      | Карвахаль (исп. Carvajal) 24°30′15″ с. ш. 97°44′35″ з. д.                                                                       | 1025                             | 891                              |

## Экономика
По статистическим данным 2000 года, работоспособное население занято по секторам экономики в следующих пропорциях: сельское хозяйство, скотоводство и рыбная ловля — 30,7 %, промышленность и строительство — 23,6 %, сфера обслуживания и туризма — 42,7 %, прочее — 3 %.

## Инфраструктура
По статистическим данным 2010 года, инфраструктура развита следующим образом:
- электрификация: 96,1 %;
- водоснабжение: 94,9 %;
- водоотведение: 41,3 %.

## Фотографии

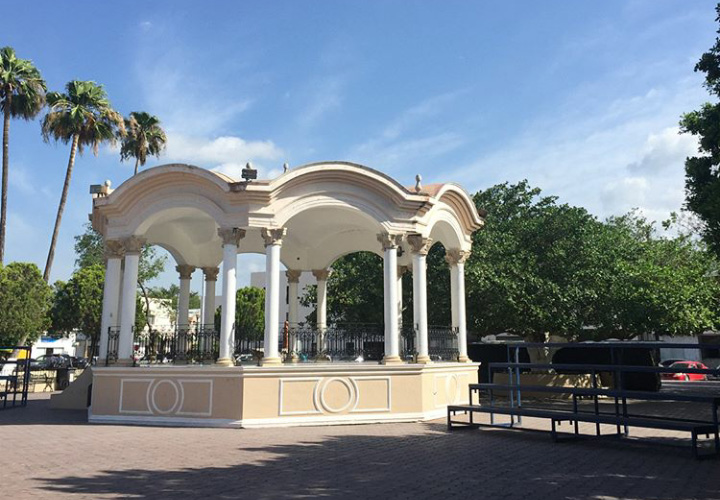
Центральная площадь Сан-Фернандо
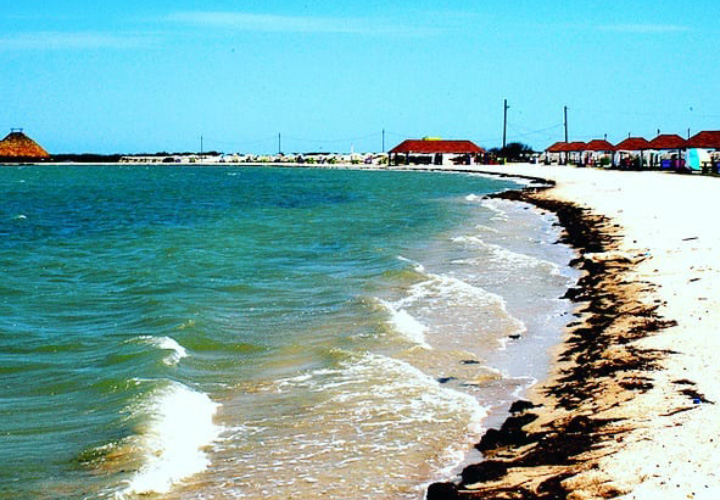
Пляж вблизи Карбонеры